# Seznam obcí Abovské župy
Toto je seznam obcí, ležících na území slovenské části bývalé Abovsko -Turnianské župy. Obce jsou rozděleny podle současných okresů a uvedené pod současným jménem.
Okres Košice I
- Městské části: Džungľa Sever, Sídlisko Ťahanovce, Staré Mesto, Ťahanovce

Okres Košice II
- Městské části: Lorinčík, Luník IX, Myslava, Pereš, Poľov, Sídlisko KVP, Šaca, Západ

Okres Košice III
- Městské části: Dargovských hrdinov, Košická Nová Ves

Okres Košice IV
- Městské části: Barca Juh Krásná Nad jazerom Šebastovce Vyšné Opátske

Okres Košice-okolí
- Města: Moldava nad Bodvou, Medzev
- Obce: Bačkovík Baška Belža Beniakovce Bidovce Blažice Bočiar Bohdanovce Bukovec Buzica Cestice Čakanovce Čaňa Čečejovce Debraď Drienovec Ďurďošík Ďurkov Dvorníky-Včeláre Geča Gyňov Hačava Háj Haniska Herľany Hodkovce Hosťovce Hrašovík Hýľov Chorváty Chrastné Janík Jasov Kalša Kechnec Kokšov-Bakša Komárovce Košická Belá ( bez k. ú. Malý Folkmar (Spiš) a Ružín (Šariš)) Košická Polianka Košické Oľšany Košický Klečenov Kráľovce Malá Ida Milhosť Mokrance Nižná Hutka Nižná Kamenica Nižná Myšľa Nižný Čaj Nižný Klátov Nižnij Lánec Nováčany Nový Salaš Olšovany Opátka (pouze část Moldavská Opátka, Spišská Opátka patřila k Spiši) Paňovce Peder Perín-Chym Poproč Rákoš Rankovce Rešica Rozhanovce Rudník Ruskov Sady nad Torysou Seňa Skároš Slančík Slanec Slanská Huta Slanské Nové Mesto Sokoľany Svinica Šemša Štós (do 1882 patřil k Spiši, v současnosti považován spíše za součást regionu Spiš) Trsťany Trstené pri Hornáde Turňa nad Bodvou Turnianska Nová Ves Vajkovce Valaliky Veľká Ida Vyšná Hutka Vyšná Kamenica Vyšná Myšľa Vyšný Čaj Vyšný Klátov Vyšný Medzev Zádiel Zlatá Idka Žarnov Ždaňa

Okres Rožňava
- Obce: Hrhov Hrušov Jablonov nad Turňou Silická Jablonica (patřily do Turnianské župy)